# حمیدرضا عباسی فشکی
حمیدرضا عباسی فشکی (متولد ۱۳۷۹، تهران) عضو تیم ملی والیبال نشسته مردان ایران است.
حمیدرضا عباسی ابتدا ورزش فوتسال را دنبال می‌کرد اما پس از تصادف و از دست دادن پای راست خود، به ورزش والیبال نشسته جذب شد. خود دربارهٔ این حادثه گفته است: «با ورود به دنیای ورزش، نگرش و مسیر زندگیم تغییر کرد و انگیزه‌ام بیشتر شد.» وی از داوود علیپوریان به عنوان الگوی ورزشی خود در والیبال نشسته نام برده است.
از سال ۱۳۹۵ به عضویت تیم‌های ملی جوانان و تیم ملی ب در آمده و از سال ۱۳۹۹ به عضویت تیم ملی بزرگسالان رسید و در مسابقات قهرمانی جهان به میزبانی بوسنی و هرزگوین، حمیدرضا عباسی از اعضای تیم ملی ایران بود که به قهرمانی این دوره دست یافتند. وی مجدداً برای حضور در بازی‌های پارا آسیایی هانگژو به تیم ملی دعوت شد. حمیدرضا عباسی همچنین در بازی‌های پارالمپیک تابستانی ۲۰۲۴ در پاریس از اعضای تیم ملی بود که به قهرمانی رسیدند. عباسی در پارالمپیک پاریس با پیراهن شمارۀ یک، در پُست لیبرو بازی کرد.